# 라이악스기
라이악스기는 고원생대의 두 번째 기(紀)이다. 용암(熔岩)의 흐름을 의미하는 그리스어 rhyax에서 유래한다. 시데로스기의 마지막에서 오로세이라기의 직전까지 약 23억~20억 5,000만년 전(2300~2050 Ma)에 해당한다. 남아프리카의 부슈벨트(Bushveld) 및 다른 관입(貫入)이 이 시기에 형성되었다.

## 대한민국
인천광역시 소연평도의 석류석-각섬석 화강편마암에 대한 SHRIMP 저어콘 U-Pb 연대측정 결과 이 화강편마암은 고원생대 라이악스기 말기인 2056±13 Ma에 판 내부에서 기원한 알칼리 화강암질 내지 석영몬조니암질 마그마가 정치하여 결정화된 후 고생대 후기(374±240 Ma)에 광역변성작용을 받은 것으로 해석된다.  